# Elgibbor
Elgibbor – zespół unblack metalowy założony w 1999 roku. Ideą zespołu Elgibbor jest głoszenie Jezusa jako Pana i Zbawiciela, a tym samym oddawanie czci Bogu. Jest to projekt jednoosobowy byłego członka zespołu BOANERGES z Polski, powstały w 1999–2000. Projekt ten jest wynikiem osobistych zainteresowań muzyką metalową oraz inspiracją z Biblii i osobistych doświadczeń. Elgibbor powstał w 1999–2000 r. Fire też nagrał wspólnie z Unblasphemerem z Abdijah, płytę zespołu Fire Throne „The Day Darkness and Blackness”, która stała się popularna w undergroundowym świecie black metalu. Elgibbor też nagrywa splity z różnymi zespołami np. Moriah z Brazylii. Teksty Elgibbor głównie oparte są na różnych doświadczeniach a także są inspirowane relacja człowiek – Stwórca.

## Obecny skład zespołu
- Fire Throne – gitara elektryczna, wokal

## Dyskografia

### Dema
- Elgibbor (2000)
- Berrit (2002)
- Satan Is Defeated (2003)
- Confessions (2004)

### Albumy studyjne
- Apolutrosis (2004)
- Halal – Where Death Is Your Victory (2006)
- The Inextinguishable Blaze Ep (2006)
- Stronger Than Hell (2007)
- Fireland (2008)
- Repent of Perish (2008)
- War (2009)
- Soterion Apollumi Hamartia (2010)
- The Imminent Invasion (2011)
- Slava Bogu !!! (2011)
- The Dungeons of Hell (2012)
- The Path of Suffering (2014)

### W przygotowaniu
Elgibbor obecnie przygotowuje się do wydania dwóch nowych płyt:
- Jubelium Vol. 1 & 2 – będzie to album zawierający dwie płyty. Na krążku pierwszym będą utwory z najwcześniejszego materiału (z dem), a na drugim z albumów od 2004 r. (Apolutrosis) do 2007 r. (Stronger Than Hell). Wydana zostanie w 2008 roku[3].